# Jumping Cross
Jumping Cross (ジャンピングクロス?, Janpingu Kurosu) è un videogioco di motociclismo per arcade edito da SNK nel 1984.

## Modalità di gioco
Il gameplay di Jumping Cross è simile a quello di Excitebike della Nintendo. Come in quel titolo la visuale scorre orizzontalmente in terza persona, ma ci sono anche parti scorrevoli in verticale a volo d'uccello.
Il giocatore partecipa ad una serie di gare di motocross con lo scopo semplicemente di battere gli avversari controllati dal computer tagliando il traguardo prima che il tempo scada (il tempo all'arrivo verrà convertito in punteggio). Lungo i tracciati sono presenti rampe, dossi e ostacoli evitabili saltando come animali e pozzanghere. I punti vengono ottenuti nel tentativo di eliminare i corridori dalla corsa in due modi: saltando loro adosso o mandandoli fuori strada sbattendo loro contro. Riguardo a quest'ultimo modo, i corridori possono fare lo stesso con il giocatore, e in questo caso una vita andrebbe perduta.
Dopo ogni tre fasi ve n'è una di tipo bonus, ove nella quale, entro i 15 secondi a disposizione bisogna raccogliere coni stradali per punti aggiuntivi e al contempo completare un piccolo percorso ma pieno di ostacoli.